# Davey Havok
Davey Havok, właściwie David Paden Marchand (ur. 20 listopada 1975 w Rochester w stanie Nowy Jork w USA) - wokalista i jeden z założycieli zespołu AFI (A Fire Inside).
Kiedy był jeszcze dzieckiem, jego rodzina przeprowadziła się do Ukiah, CA. Stracił swojego biologicznego ojca (zawdzięcza mu swoje włoskie pochodzenie), ale matka wyszła ponownie za mąż. Davey ma młodszego brata.
Havok pasjonował się muzyką od wczesnych lat. Występował podczas rodzinnych zjazdów. Niedługo później polubił jazdę na deskorolce, po czym zainteresował się muzyką punk rock.
Próbował też swych sił jako projektant odzieży. Pochodząca z 2003 roku linia odzieżowa Glitterboy Clothing Line nie odniosła zbyt wielkiego sukcesu i wycofano ją ze sklepów (chodziło o różnicę poglądów między Daveyem i firmą). Nowa linia odzieżowa – PADEN – niedługo ma się pojawić w ekskluzywnym butiku Fred Segal (południowa Kalifornia). Obecnie razem z Jeffree Starem jest twarzą reklamującą najnowszą kolekcję biżuterii Tariny Tarantino.
Davey i jego przyjaciel z zespołu, Jade, stworzyli razem elektroniczny projekt – Blaqk Audio.
Inne projekty, w których brał udział: zespół Son of Sam. Pojawił się też w epizodzie filmu Mary Jane's Not a Virgin Anymore (1997) oraz podkładał głos w Live Freaky, Die Freaky (jako Hay).
W 2011 roku Davey wystąpił w roli diabła w musicalu "Tim Timebomb's Rock'n'roll Theater" w reżyserii członka zespołu Rancid - Tima Armstronga.